# 제4회 시네마 디지털 서울
제4회 시네마 디지털 서울은 2010년 8월 18일에 열린 시상식이다.

## 수상 및 후보

### 레드카멜레온상
- 겨울방학 - 리홍치 수상

### 블루카멜레온상
- 미요코 - 츠보타 요시후미 수상

### 그린카멜레온상
- 나를 찔러 봐 - 리우 지앤 수상

### 화이트카멜레온상
- 미완성생활사 - 총 펑 수상

### 무비꼴라쥬상
- 애니멀 타운 - 전규환 수상
- 미요코 - 츠보타 요시후미 수상

### 버터플라이상
- 김복남 살인사건의 전말 - 장철수 수상
- 숨 - 함경록 수상
- 괴물 - 류성규 수상

### 아시아경쟁
- 여덟 번의 감정 - 성지혜
- 개미촌 - 가오 원동
- 크로싱 마운틴 - 양 루이
- 전도 - 맥희인
- 점술가 - 쉬 통
- 천국에서의 일주일 - 왕 유린
- 이토록 어두운 밤 - 고이데 유타카
- 살아남아라 - 로샨느 새드나타
- 탱글 - 리우 용홍
- 우울과 매혹 - 하이더 라시드
- 너와 엄마와 카우보이 - 이나바 유스케

### 버터플라이
- 간증 - 박수민
- 저주의 기간 - 허정
- 짐승의 끝 - 조성희
- 계몽영화 - 박동훈
- 고양이 입속으로 뛰어들다 - 최진성
- 화성에 가다 - 고은기
- 에너지 보존의 법칙 - 구본환
- 척추측만 - 조현철
- 레인보우 - 신수원
- 암초가 있는 곳 - 이상일
- ●REC - 소준문

### 퍼스펙티브
- 컨텐트 - 크리스토퍼 페팃
- 마녀의 관 - 박진성
- 하하하 - 홍상수
- 이름 없는 남자 - 왕빙
- 당신과 걸어가며 - 이시이 유야
- 13분 만에 마스터하는 홍콩영화사 - 프룻 첸
- 공교롭게도 하필이면 - 맥희인
- 찹쌀볶음밥 - 구예도
- 그녀의 허술한 정보 - 리스키 리우
- 바람의 마타사부로: 구로사와 기요시의 낭독기행 - 구로사와 기요시
- 폐허의 예수: 아오야마 신지의 낭독기행 - 아오야마 신지
- 다시 사랑에 빠지다 - 먼로 퍼거슨
- 나의 친구 조이스 - 먼로 퍼거슨
- 타틀린의 탑 - 테오도르 위셰브
- 모래밭 위의 전쟁 - 트레이시 디어
- 환상 여행 - 샘 비펀드 외 1명
- 일차원적 인간 - 테오도르 위셰브
- 노인과 달 - 폴 모스타드
- 샹플랭의 기억 속으로 - 장-프랑수아 풀리오
- 메이킹 오브 샹플랭의 기억 속으로 - 제이슨 리 외 1명
- 탐욕 - 알리 사데기아니
- 피젼: 임파서블 - 루카스 마르텔
- 전원 코드는 늘어나지 않는다 - 루크 랜들
- Mr. 산소 - 크리스토퍼 헨드릭스
- 공책 위의 영화관 - 피터 W. 앨런
- 행복한 방아쇠 - 자비에 로페즈-뒤프리
- 사랑도 통신이 되나요? - 린제이 올리베어즈
- 스틸 라이프 - 마티유 제라드
- 춤추는 다이버 - 패리스 메브로이디스
- 심포니 - 오수형
- 뛰어! - 틸 노박
- 종이 상자에서 나온 아우디 - 러셀 브룩 외 1명
- 마켓을 비교하세요 - 대런 월쉬
- 카툰 포럼 트레일러 - 레기나 벨커 외 1명
- 슈트트가르트국제실험영화제: 컬러플로 - 제바스티안 노촌 외 2명
- 슈트트가르트국제실험영화제: 드랍 - 고트프리트 멘토
- 인시던트 앳 타워 37 - 크리스 페리
- 딤섬 - 진섭 금
- 마감은 닥쳐오고 - 방야오 리우
- 월드사커 위닝일레븐 2009 - 후지타 고
- 미인 - 치차오 마오
- 갱단의 이름은 컬러즈 - 나카무라 아키라
- 캣쉿원 - 사사하라 카즈야
- 애벌레의 연금 생활 - 필립 엥스트롬
- OLM 디지털 작품집 - 미이케 다카시
- 엿보기 인생 - 모리 료이치
- 아스트로 보이 - 아톰의 귀환 - 데이빗 보워스
- 철권 6 블러드라인 리벨리온 - 아이하라 카와무라
- 4차원 세계의 대포들 - 엘리 스베르들로브
- 어쌔신 크리드 2 - 이스트반 조르코치
- 스타 워즈: 클론 전쟁 - 데이브 필로니
- 트랜스포머: 패자의 역습 - 네이던 매덤즈 외 1명
- 폼페이 최후의 날 - 조엘 델-버진
- ILM 이브닝 시어터
- 픽사, 도쿄에 가다 - 존 라세터

### CinDi 익스트림
- 가면 - 스티븐 퀘이 외 1명
- 섬머타임 - 주앙 디아스
- 가와세 나오미의 서신교환 - 이사키 라쿠에스타 외 1명
- 분미 아저씨께 보내는 편지 - 아피찻퐁 위라세타쿤
- 0116643225059 - 아피찻퐁 위라세타쿤
- 삶의 조건 - 아피찻퐁 위라세타쿤
- 우리 어머니의 정원 - 아피찻퐁 위라세타쿤
- 창문 - 아피찻퐁 위라세타쿤
- 아시아의 유령 - 아피찻퐁 위라세타쿤
- 에메랄드 - 아피찻퐁 위라세타쿤
- 뱀파이어 - 아피찻퐁 위라세타쿤
- 빛을 찾는 사람들 - 아피찻퐁 위라세타쿤

### CinDi 올나잇
- 아무도 페르시안 고양이를 모른다 - 바흐만 고바디
- 살인의 연쇄 - 온드레이 스바틀레나
- 척추신경증 - 크리스 랜드레스
- 4차원 부엌 - 프리트 텐더
- 센코롤: 괴물을 키우는 소년 - 우키 아츠야
- 대지의 낙오자들 - 피코그래프
- 테크노타이즈: 에디트와 나 - 알렉사 게직

### 디지털 복원
- 두만강아 잘 있거라 - 임권택